# Municipio de Grand Forks (Minnesota)
El municipio de Grand Forks (en inglés: Grand Forks Township) es un municipio ubicado en el condado de Polk en el estado estadounidense de Minnesota. En el año 2010 tenía una población de 179 habitantes y una densidad poblacional de 4,96 personas por km².

## Geografía
El municipio de Grand Forks se encuentra ubicado en las coordenadas 47°59′7″N 97°1′53″O / 47.98528, -97.03139. Según la Oficina del Censo de los Estados Unidos, el municipio tiene una superficie total de 36.06 km², de la cual 35,78 km² corresponden a tierra firme y (0,78 %) 0,28 km² es agua.

## Demografía
Según el censo de 2010, había 179 personas residiendo en el municipio de Grand Forks. La densidad de población era de 4,96 hab./km². De los 179 habitantes, el municipio de Grand Forks estaba compuesto por el 96,09 % blancos, el 0,56 % eran afroamericanos, el 1,12 % eran de otras razas y el 2,23 % eran de una mezcla de razas. Del total de la población el 2,79 % eran hispanos o latinos de cualquier raza.